# Scolomys
Scolomys är ett släkte av däggdjur. Scolomys ingår i familjen hamsterartade gnagare.
Arter enligt Catalogue of Life och Wilson & Reeder (2005):
- Scolomys melanops
- Scolomys ucayalensis

Dessa gnagare når en kroppslängd (huvud och bål) av 8,5 till 10 cm och en svanslängd av 5,5 till 7 cm. Vikten varierar mellan 20 och 35 gram. Med undantag av ett område på buken är hela kroppen täckt av en blandning av hår och taggar. Färgen kan variera men är oftast brunaktig på ryggen och gråaktig vid buken. Fötterna är ljusgrå till vit. Arterna påminner om borstrisråttor (Neacomys) men skallens konstruktion avviker. Dessutom finns genetiska differenser mellan dessa två släkten.
Scolomys förekommer i östra Ecuador, östra Peru och angränsande områden av Brasilien. Individerna vistas i låga och medelhöga bergstrakter som är täckta av regnskog. Levnadssättet är nästan outrett. Upphittade individer hade rester av frön, insekter och spindlar i magsäcken.
IUCN listar båda arter som livskraftig (LC).